# Danmarks U21-herrlandslag i handboll
Danmarks U21-herrlandslag i handboll representerar Danmark i handboll vid U20-EM och U21-VM för herrar.